# 토미 도시

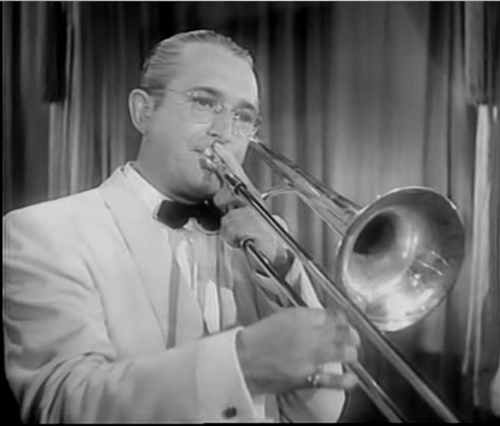
토미 도시

토미 도시(Tommy Dorsey, 1905년 ~ 1956년)는 미국의 트롬본 연주자이다. 펜실베이니아에서 태어났다. 1920년대에는 트롬본과 트럼펫을 연주하여 재즈의 무대에서 활약하였으며, 1930년대에는 트롬본 연주자로 이름을 떨쳐 형인 지미와 함께 도시 브라더스에 참가하였다. 1935년에 자신의 악단을 만들었으며, 스윙 시대에는 굿맨과 함께 인기악단이 되었다. 그의 트롬본 연주법은 센티멘털 젠틀맨으로 유명하였으며, 충실한 연주를 많이 남겼다. 《나는 센티해졌다》, 《도시의 부기우기》 등이 그의 대표작이며 1956년에 급사하였다.